# Хайнрих I фон Берг
Хайнрих I фон Берг (на немски: Heinrich I von Berg; † пр. 1116 или 24 септември сл. 1122 в Цвифалтен) от швабския род фон Берг е граф на Берг.

## Биография
Той е син на граф Попо I фон Берг-Шелклинген († 1110), господар на Рогенщайн, и съпругата му София Унгарска († 1110), дъщеря на унгарския крал Саломон (1052 – 1087) и Юдит Мария Швабска († 1092/1096), дъщеря на император Хайнрих III (1017 – 1056).
Хайнрих I фон Берг умира като монах в Цвифалтен и е погребан там, както и родителите му.

## Фамилия
Хайнрих I фон Берг се жени за маркграфиня Аделхайд фон Мохентал († 1 декември 1125, като духовничка), дъщеря на Диполд II фон Фобург († 1078), маркграф в Нордгау, и принцеса Луитгард фон Церинген. Те имат шест деца:
- Хайнрих II фон Берг († 24 февруари 1116, 1127)
- Диполд II фон Берг-Шелклинген († между 19 май 1160 и 1165), граф на Берг-Шелклинген, женен за графиня Гизела фон Андекс († сл. 8 април 1150)
- Рапото фон Вартщайн († 25 юни сл. 1139), женен за Уодилхилт фон Вартщайн († 29 март 11??)
- Рикса фон Берг-Шелклинген († 27 септември 1125), омъжена за херцог Владислав I от Бохемия († 1125), майка на бохемския крал Владислав II († 1174)
- Салома фон Берг-Шелклинген († 27 юни 1144), омъжена 1113 г. за полския крал Болеслав III († 1138)
- София фон Берг († 31 май 1126), омъжена сл. 1113 г. за херцог Ото II от Моравия-Олмюц († 18/28 февруари 1126)